# Јожиб (Сату Маре)
Јожиб (рум. Iojib) насеље је у Румунији у округу Сату Маре у општини Медиешу Аурит. Oпштина се налази на надморској висини од 136 m.

## Становништво
Према подацима из 2002. године у насељу је живело 1140 становника.

### Попис2002.
| Расподела становништва по националности 2002.‍ | Расподела становништва по националности 2002.‍ | Расподела становништва по националности 2002.‍ | Расподела становништва по националности 2002.‍ | Расподела становништва по националности 2002.‍ |
| --------------------------------------------- | --------------------------------------------- | --------------------------------------------- | --------------------------------------------- | --------------------------------------------- |
|                                               |                                               |                                               |                                               |                                               |
| Румуни                                        | Румуни                                        |                                               | 532                                           | 46,7%                                         |
| Мађари                                        | Мађари                                        |                                               | 446                                           | 39,2%                                         |
| Роми                                          | Роми                                          |                                               | 133                                           | 11,7%                                         |
| Немци                                         | Немци                                         |                                               | 28                                            | 2,5%                                          |